# Edward Sienkiewicz (funkcjonariusz)
Edward Sienkiewicz (ros. Эдуард Иосифович Сенкевич, ur. 1889 w Oszmianie, zm. 2 września 1937 w Kommunarce) – funkcjonariusz radzieckich służb specjalnych, starszy porucznik bezpieczeństwa państwowego.

## Życiorys
Był narodowości polskiej, miał wyższe wykształcenie. W 1917 wstąpił do SDPRR(b), w 1921 został szefem Wydziału Specjalnego Czeki Białoruskiej SRR, później kierował oddziałem pogranicznym, 1928-1930 był szefem okręgowego oddziału GPU w Połocku. Od marca 1930 był szefem wołogodzkiego okręgowego oddziału GPU, potem do sierpnia 1931 naczelnikiem Północnego Poprawczego Obozu Pracy OGPU, w sierpniu-wrześniu 1931 naczelnikiem Tiomnikowskiego Poprawczego Obozu Pracy OGPU w Mordwińskim Obwodzie Autonomicznym, a od września do listopada 1931 naczelnikiem Swirskiego Poprawczego Obozu Pracy OGPU w mieście Łodiejnoje Pole. W listopadzie 1931 był naczelnikiem Sołowieckiego Poprawczego Obozu Pracy OGPU w obwodzie leningradzkim, od listopada 1931 do stycznia 1932 naczelnikiem Białomorsko-Bałtyckiego Poprawczego Obozu Pracy OGPU w obwodzie leningradzkim, jednocześnie od listopada 1931 do lipca 1933 zastępcą naczelnika budowy kanału białomorsko-bałtyckiego, a od stycznia 1932 do marca 1933 naczelnikiem Sołowieckiego Poprawczego Obozu Pracy OGPU w Kiem w Karelskiej ASRR. W 1933 został szefem Wydziału Administracyjno-Gospodarczego Pełnomocnego Przedstawicielstwa OGPU obwodu zachodniego, potem był szefem Wydziału Administracyjno-Gospodarczego Zarządu NKWD obwodu kujbyszewskiego (późniejszy obwód samarski) w stopniu starszego porucznika bezpieczeństwa państwowego. 16 grudnia 1927 został odznaczony Orderem Czerwonego Sztandaru.
31 lipca 1937 został aresztowany, 2 września 1937 skazany na śmierć przez Komisję NKWD, Prokuratora ZSRR i przewodniczącego Wojskowego Kolegium Sądu Najwyższego ZSRR pod zarzutem udziału w organizacji szpiegowsko-dywersyjnej i rozstrzelany. 2 lutego 1959 pośmiertnie zrehabilitowany.